# Intégrale paramétrique
 (mai 2023).
Si vous disposez d'ouvrages ou d'articles de référence ou si vous connaissez des sites web de qualité traitant du thème abordé ici, merci de compléter l'article en donnant les références utiles à sa vérifiabilité et en les liant à la section « Notes et références ».
En mathématiques, et plus précisément en analyse, une intégrale paramétrique (également appelée intégrale à paramètre) est une fonction d'une variable, définie à partir d'une fonction de deux variables – la variable d'intégration et le paramètre – par intégration sur un ensemble fixe par rapport à la variable d'intégration. Un exemple typique est la fonction gamma d'Euler définie par {\displaystyle \Gamma (x)=\int _{0}^{+\infty }t^{x-1}\exp(-t)~\mathrm {d} t}, pour laquelle on intègre sur {\displaystyle [0,+\infty [} par rapport à la variable d'intégration {\displaystyle t}, la variable {\displaystyle x} étant ici le paramètre.
Les deux variables, ainsi que les valeurs de la fonction, sont souvent choisies dans un espace euclidien. Une classe importante d'exemples est l'ensemble des transformées, dont la transformée de Fourier.

## Définition formelle
Soient T un ensemble, {\displaystyle (\Omega ,{\mathcal {A}},\mu )} un espace mesuré et
{\displaystyle f:T\times \Omega \to \mathbb {R} ^{n}}
une application telle que pour tout élément t de T, l'application
{\displaystyle \Omega \to \mathbb {R} ^{n},\quad \omega \mapsto f(t,\omega )} soit intégrable.
Alors l'application F définie par :
{\displaystyle F:T\to \mathbb {R} ^{n},\quad F(t)=\int f(t,\omega )~\mathrm {d} \mu (\omega )}
est appelée une intégrale paramétrique.

Le plus souvent, dans les applications :
- l'entier naturel n est égal à 1 ;
- T est un ouvert de ℝ ;
- {\displaystyle (\Omega ,{\mathcal {A}},\mu )} est une partie d'un espace euclidien, implicitement munie des tribu et mesure de Lebesgue ou de Borel.
- les fonctions sont continues et les intégrales sont considérées au sens de Riemann, mais la théorie générale de Lebesgue s'applique à ce cas particulier : sur un segment, une fonction bornée est Riemann-intégrable si et seulement si elle est continue presque partout, et toute fonction Riemann-intégrable est Lebesgue-intégrable.

## Exemples

### Transformée de Fourier
Soit g une fonction intégrable de ℝn dans ℂ, la transformée de Fourier de g est la fonction de ℝn dans ℂ définie par :
où {\displaystyle (\cdot |\cdot )} désigne le produit scalaire usuel.

### Fonction gamma d'Euler

Le graphe de la fonction gamma. Sur l'axe des abscisses, on fait varier le paramètre.

La fonction gamma d'Euler est définie entre autres pour tout réel x strictement positif, par :

### Potentiel du champ de gravitation
Le potentiel du champ de gravitation V(x) créé par un corps matériel M de densité variable ρ en un point x de ℝ3 extérieur à M est donné par :
où G désigne la constante de gravitation et {\displaystyle \|\cdot \|_{2}} la norme euclidienne.

## Limite
Reprenons la définition formelle ci-dessus en supposant de plus que T est une partie de ℝ, que x est un réel adhérent à T, et que :
- {\displaystyle \forall \omega \in \Omega \quad \lim _{t\to x}f(t,\omega )=\varphi (\omega )} pour une fonction {\displaystyle \varphi } ;
- il existe une application intégrable {\displaystyle g:\Omega \to \mathbb {R} } telle que

Alors, le théorème de convergence dominée permet de prouver que φ est intégrable et que
soit encore :
Remarques.
- La première hypothèse peut être affaiblie en supposant que la limite existe seulement pour presque tout ω ∈ Ω, sous réserve que l'espace mesuré {\displaystyle (\Omega ,{\mathcal {A}},\mu )} soit complet (ce qui est le cas pour les tribu et mesure de Lebesgue).
- La seconde hypothèse peut être doublement affaiblie en supposant seulement qu'il existe une fonction intégrable g telle que pour chaque élément t de T appartenant à un certain voisinage de x on ait : {\displaystyle \|f(t,\cdot )\|\leq g} presque partout.
- Les énoncés des sections suivantes possèdent des variantes analogues.
- L'énoncé ci-dessus, même ainsi renforcé, reste vrai quand T et x sont une partie et un élément d'un espace métrique autre que ℝ (par exemple ℝ ou ℝ2).

## Continuité
Continuité locale : si l'on reprend la section précédente en supposant de plus que x appartient à T (donc pour tout ω ∈ Ω, {\displaystyle f(\cdot ,\omega )} est continue au point x et {\displaystyle \varphi (\omega )=f(x,\omega )}), on en déduit que F est continue en x.

Continuité globale : par conséquent, si f est continue sur T × Ω avec T partie ouverte (ou plus généralement : localement compacte) de ℝ et Ω fermé borné d'un espace euclidien, alors F est définie et continue sur T.

## Dérivabilité
La règle de dérivation sous le signe d'intégration est connue sous le nom de règle de Leibniz (pour d'autres règles portant ce nom, voir Règle de Leibniz ).

### Étude locale
Reprenons la définition formelle ci-dessus en supposant de plus que T est un intervalle de ℝ et que :
- pour tout ω ∈ Ω, {\displaystyle f(\cdot ,\omega )} est dérivable sur T ;
- il existe une application intégrable g : Ω → ℝ telle que

Alors, pour tout {\displaystyle t\in T} l'intégrale paramétrique F est dérivable au point t, l'application {\displaystyle {\partial f \over \partial t}(t,\cdot )} est intégrable, et :

### Étude globale
Avec les mêmes hypothèses que dans l'énoncé « Continuité globale » (f est continue sur T × Ω avec T partie localement compacte de ℝ et {\displaystyle \Omega } fermé borné d'un espace euclidien), si l'on suppose de plus que {\displaystyle {\partial f \over \partial t}} est définie et continue sur T × Ω, alors F est de classe C1 sur T et pour tout x ∈ T, on a :

### Forme générale unidimensionnelle
Le résultat suivant peut être vu comme une généralisation du premier théorème fondamental de l'analyse et peut s'avérer utile dans le calcul de certaines intégrales réelles.
Soit f : ℝ2 → ℝn telle que f et {\displaystyle {\partial f \over \partial x}} soient continues sur ℝ2, et soient a et b deux fonctions dérivables de ℝ dans ℝ. Alors, l'« intégrale paramétrique » (généralisée) F définie sur ℝ par :
est dérivable et
Remarque : pour une fonction f qui ne dépend que de la seconde variable, on retrouve bien le théorème fondamental de l'analyse en posant a(x) = a et b(x) = x.

## Théorème de Fubini
Soient par exemple X une partie de ℝp, Y une partie de ℝq, et
une application intégrable. Alors, d'après le théorème de Fubini, la fonction {\displaystyle f(x,\cdot )} est intégrable pour presque tout x de X, l'intégrale paramétrique F définie par 
est intégrable sur X, et l'on a :
(et même chose en intervertissant les rôles de x et y).

## Exemples de calcul

### Calculs élémentaires
On peut vérifier en utilisant la règle de Leibniz que pour tous réels a et b strictement positifs :
Soient X = [0 ; 2], Y = [1 ; 3] et f définie sur X × Y par f(x,y) = x2 + y. Elle est intégrable sur X × Y puisqu'elle est continue. Par le théorème de Fubini, son intégrale se calcule donc de deux façons :
et

### Technique de Feynman
La technique de Feynman (Feynman's technique ou Feynman's integral trick) est une méthode de calcul intégral décrite par Richard Feynman, qui consiste à définir une intégrale comme une valeur particulière d'une fonction sous forme d'une intégrale paramétrique pour donner une expression plus simple de cette fonction et donner la valeur de l'intégrale comme valeur de la fonction évaluée en un point,,
,
.

#### Exemples
Intégrale de Serret
On veut calculer l'intégrale :
{\displaystyle I=\int _{0}^{1}{\frac {\ln(1+x)}{1+x^{2}}}\mathrm {d} x}
Par la technique de Feynman, on considère la fonction :
{\displaystyle I(a)=\int _{0}^{1}{\frac {\ln(1+ax)}{1+x^{2}}}\mathrm {d} x}
On a alors I(0) = 0 et I(1) = I. On calcule la dérivée de la fonction, en dérivant sous le signe intégral puis en décomposant la fraction en éléments simples :
{\displaystyle {\begin{aligned}I'(a)&=\int _{0}^{1}{\frac {\partial }{\partial a}}\left({\frac {\ln(1+ax)}{1+x^{2}}}\right)\mathrm {d} x\\&=\int _{0}^{1}{\frac {x}{(1+ax)(1+x^{2})}}\mathrm {d} x\\&={\frac {1}{1+a^{2}}}\int _{0}^{1}\left[{\frac {a}{1+x^{2}}}+{\frac {x}{1+x^{2}}}-{\frac {a}{1+ax}}\right]\mathrm {d} x\\&={\frac {1}{1+a^{2}}}\left[a\arctan(x)+{\frac {1}{2}}\ln(1+x^{2})-\ln(1+ax)\right]_{x=0}^{x=1}\\&={\frac {1}{1+a^{2}}}\left[a{\frac {\pi }{4}}+{\frac {1}{2}}\ln(2)-\ln(1+a)\right].\end{aligned}}}
On revient donc au calcul de l'intégrale par intégration :
{\displaystyle {\begin{aligned}I=I(1)-I(0)=\int _{0}^{1}I'(a)\mathrm {d} a&=\int _{0}^{1}\left[{\frac {\pi }{4}}{\frac {a}{1+a^{2}}}+{\frac {1}{2}}\ln(2){\frac {1}{1+a^{2}}}-{\frac {\ln(1+a)}{1+a^{2}}}\right]\mathrm {d} a\\&=\left[{\frac {\pi }{4}}{\frac {1}{2}}\ln(1+a^{2})+{\frac {1}{2}}\ln(2)\arctan(a)\right]_{a=0}^{a=1}-I\\&={\frac {\pi }{4}}{\frac {1}{2}}\ln(2)+{\frac {1}{2}}\ln(2){\frac {\pi }{4}}-I.\end{aligned}}}
Ce qui permet de conclure {\displaystyle I={\frac {\pi \ln(2)}{8}}}.
Intégrale de Gauss
L'intégrale de Gauss joue un rôle important en analyse et en calcul des probabilités, elle est définie par :
Cette égalité peut s'obtenir de plusieurs façons, dont une faisant intervenir les intégrales paramétriques
{\displaystyle F(t)=\int _{0}^{t}\mathrm {e} ^{-x^{2}}\,\mathrm {d} x\quad {\text{et}}\quad G(t)=\int _{0}^{1}{\frac {\mathrm {e} ^{-t^{2}(1+x^{2})}}{1+x^{2}}}\,\mathrm {d} x}.